# Pau, la força d'un silenci
Pau, la força d'un silenci és una pel·lícula dramàtica espanyola per a la televisió de 2017. Dirigida per Manuel Huerga i protagonitzada per Joan Pera, està basada en la vida del violoncel·lista Pau Casals. Fou nominada al Gaudí a la millor pel·lícula per a televisió de 2018.
La pel·lícula ha estat coproduïda per Televisió de Catalunya, Minoria Absoluta i Euskal Telebista. Va ser estrenada en el FIC-CAT el 6 de juny de 2017. El telefilm anava a ser estrenat al públic en TV3 el 27 d'octubre de 2017, però a causa de la proclamació de la República Catalana no es va realitzar aquesta emissió, i l'estrena es va reprogramar per al dia 3 de novembre del mateix any.
El 2022 es va incorporar al catàleg de la plataforma Netflix.

## Argument
Pau Casals viu exiliat a Prada de Conflent, una zona controlada per la Gestapo, des d'on intenta ajudar a les famílies republicanes també exiliades. Una vegada finalitzada la guerra, Casals espera que els Aliats ajudin a posar fi a la dictadura franquista. Però això no succeeix amb la qual cosa Casals decideix no oferir cap concert mentre governi Franco.
En 1950 Pierre, un alumne francès, intentarà convèncer al músic perquè aparqui la seva protesta i ofereixi un concert que serveixi com una crida al món sobre la dictadura a Espanya. Aquest mateix any se celebra el bicentenari de la mort de Bach, músic de qui Casals és la màxima autoritat. Això serveix d'excusa perquè un grup de deixebles i amics del violoncel·lista ajudin Pierre en la seva obstinació.

## Repartiment
- Joan Pera	... Pau Casals
- Nao Albet	... Pierre Fermat
- Carme Sansa... Frasquita Capdevila
- Marc Cartes...	Alexander Schneider
- Albert Pérez...	Antoine Giraud
- Joan Carreras...	Heimlich
- Josean Bengoetxea ...	Mikel
- David Bagés	...	Enric Casals
- Manel Dueso	...	Doctor Puig
- Lolo Herrero	...	Representant Ministeri
- Miguel Ángel Jenner	...	Comissari

## Premis i nominacions
| Any  | Festival                            | Categoria                                   | Nominat               | Resultat   | Ref.   |
| ---- | ----------------------------------- | ------------------------------------------- | --------------------- | ---------- | ------ |
| 2018 | Premis Gaudí                        | Millor pel·lícula per a la televisió        | La força d'un silenci | Nominada   | [ 10 ] |
| 2018 | Festival de Televisió de Montecarlo | Millor actor en un llarg programa de ficció | Joan Pera             | Guanyador  | [ 11 ] |
| 2018 | Festival de Televisió de Montecarlo | Monaco Red Cross Price                      | La força d'un silenci | Guanyadora | [ 12 ] |